# 黄体瘤
黄体瘤（英語：Luteoma），是一类罕见的卵巢肿瘤。它与女性假两性畸形有关。

## 病例
黄体瘤产生于卵泡瘤和泡膜细胞瘤中出现黄体化发展并产生激素。这类卵巢肿瘤产生黄体酮并最终形成疾病。黄体酮对子宫内膜进行调整，并停止月经，并刺激怀孕。它还可能引发多毛症。